# Eribroma oblongum
Eribroma oblongum là một loài thực vật có hoa trong họ Cẩm quỳ. Loài này được (Mast.) Pierre ex A. Chev. mô tả khoa học đầu tiên năm 1917.
Đây là loài bản địa của khu vực rừng mưa nhiệt đới của Cameroon, Bờ Biển Ngà, Guinea Xích Đạo, Gabon, Ghana, Liberia, Nigeria, và Sierra Leone. Chúng hiện đang bị đe dọa vì mất môi trường sống.